# Ordu Kabul FC
Ordu Kabul FC ist ein afghanischer Fußballverein aus Kabul. Der Verein wurde 2006 und 2007 Meister der Afghanistan Premier League Namensgebend ist das Ordu-Stadion. 2009 wurde das Mellat Stadium als neue Heimspielstätte eröffnet, welches 9.000 Zuschauern einen Platz bietet.

## Erfolge
- Meister Afghan Premier League (2): 2006, 2007